# Ленард (Тексас)
Ленард (енгл. Leonard) град је у америчкој савезној држави Тексас. По попису становништва из 2010. у њему је живело 1.990 становника.

## Демографија
Према попису становништва из 2010. у граду је живело 1.990 становника, што је 144 (7,8%) становника више него 2000. године.
| Група             | 2000.         | 2010.         |
| Белци             | 1.552 (84,1%) | 1.599 (80,4%) |
| Афроамериканци    | 102 (5,5%)    | 93 (4,7%)     |
| Азијати           | 2 (0,1%)      | 4 (0,2%)      |
| Хиспаноамериканци | 145 (7,9%)    | 216 (10,9%)   |
| Укупно            | 1.846         | 1.990         |